# Ortona (città antica)
Ortona era un'antica città latina del Lazio.

## Storia
Nel 482 a.C., consoli Quinto Fabio Vibulano e Gaio Giulio Iullo, l'area di Milonia fu espugnata e saccheggiata dagli Equi.
Nel 457 a.C., consoli Gaio Orazio Pulvillo e Quinto Minucio Esquilino Augurino, fu attaccata e presa dagli Equi, che la saccheggiarono, fecero strage degli uomini, e presero come schiavi donne, bambini e vecchi.